# Claes (stokerij)

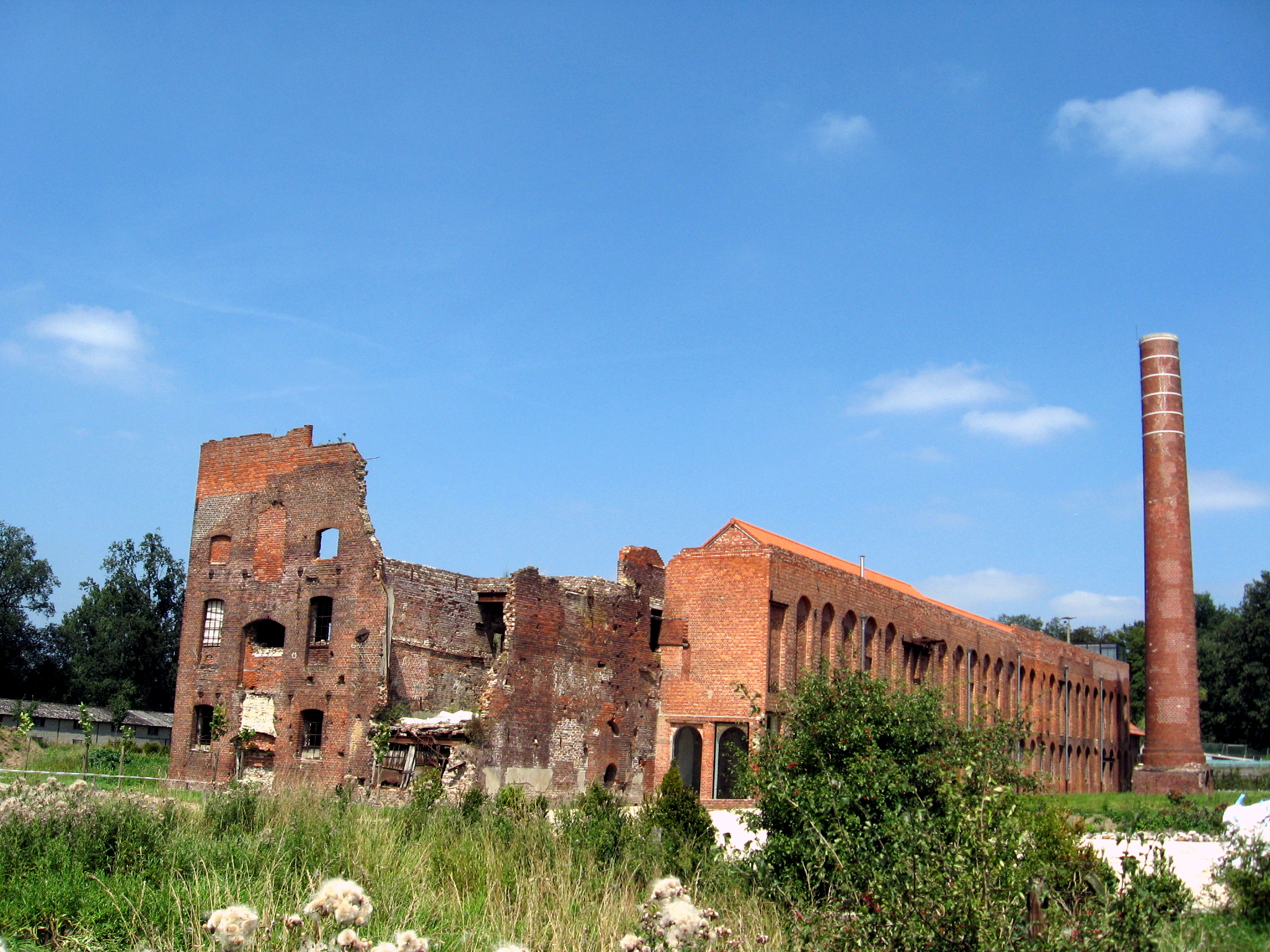
Stokerij Claes

Stokerij Claes was een jeneverstokerij aan de Herkenrodebosstraat te Kuringen, nabij Hasselt.

## Geschiedenis
Veel terreinen in het Herkenrodebos werden, toen ze begin negentiende eeuw te koop waren, eigendom van de gebroeders Adolphe en Ulysse Claes, zonen van Guillaume Claes (1752-1841) die in 1797 eigenaar werd van de abdij van Herkenrode.
De twee broers verdeelden het bos in twee loten. Ulysse Claes krijgt het stuk dat in Kermt gelegen is, Adolf Claes het stuk dat in Kuringen gelegen is. Na de dood van de kinderloze Adolf Claes erft de derde broer, Louis Claes (1788-1874), zijn deel. Louis Claes op zijn beurt schenkt het beheer van deze gronden aan zijn zoon Constant Claes (1826-1905) en zijn schoonzoon Désiré de Favereau (1821-1882). In 1865 bouwt Louis Claes op die gronden een branderij en graanmolen 'La Ferme Distillerie', met Constant Claes en Désiré de Favereaux als beheerders. Désiré de Favereau was aanvankelijk de drijvende kracht achter de stokerij. Na de dood van Louis Claes erft zijn zoon Constant Claes de site en neemt hij alleen de leiding.
Constant Claes verbouwt de stokerij tot een stoomstokerij en graanmolen. Zijn zoons Paul en André Claes zetten de stokerij vanaf de jaren 1874 verder. Hun neef Ernest de Favereau (1849-1933) nemen ze in dienst als vertegenwoordiger. Vanaf 1879 zette André Claes de zaak alleen verder. Onder hem kende de stokerij en de site een enorme uitbreiding. In 1878 won André Claes met La Fleche-Distillerie à Vapeur een eerste prijs in Parijs. 
Het geheel groeide in enkele decennia uit tot een groot bedrijf dat vanaf 1879 ook bakkersgist (Phenix) en margarine (Manna) produceerde. Het bedrijf werd in 1885 op het spoor aangesloten. Begin 20e eeuw werkten er ongeveer 200 mensen in het fabriekscomplex dat voorzien was van een hoge schoorsteen.
Tijdens de Eerste Wereldoorlog werd er minder jenever geproduceerd en richtte men een azijnfabriek op.
In 1927 woedde een brand in de fabriek, en in 1930 verkocht Claes zijn bezittingen. In 1951 werd een boerderij op het terrein gesticht.
In 2009 wordt het omgebouwd tot een brasserie en bed&breakfast door de familie Peters.

## Het gebouw
Wat bleef was een landbouwbedrijf en een tot ruïne vervallen fabriek. Van de meeste gebouwen zijn slechts fundamenten overgebleven. Er zijn ruïnes van de voormalige mouterij, de maalderij, de mengkamer en het los- en laadplatform. De schoorsteen is er nog en in een langgerekt bakstenen gebouw dat gedeeltelijk werd gerestaureerd is onder meer een horecagelegenheid en b&b gehuisvest.